# Arturo Frias
Pour les articles homonymes, voir Frias (homonymie).
Arturo Frias est un boxeur américain né le 27 octobre 1956 à Montebello, Californie.

## Carrière
Passé professionnel en 1975, il devient champion du monde des poids légers WBA le 5 décembre 1981 après sa victoire par KO au 8e round contre Claude Noel. Frias conserve son titre face à Ernesto Espana avant d'être battu au premier round par Ray Mancini le 8 mai 1982. Il met un terme à sa carrière en 1985 sur un bilan de 28 victoires et 5 défaites.